# Militärmedaille (Frankreich)
Die Militärmedaille (französisch Médaille militaire) wurde am 22. Januar 1852 vom Präsidenten der Zweiten Französischen Republik Louis-Napoléon Bonaparte gestiftet und kann an Unteroffiziere und Mannschaften der Streitkräfte verliehen werden, die sich durch mutigen Einsatz ausgezeichnet haben oder im Kampf verwundet wurden. Sie kann ebenso in französischen Militärdiensten stehenden Ausländern und Mitgliedern der französischen Handelsflotte verliehen werden. Auch ist eine Verleihung an Einheiten, die sich im Kampf hervorgehoben haben, möglich. Sie wird an der Fahnenspitze befestigt; die Soldaten dieser Einheit haben das Recht, an der Uniform die entsprechende (grüngelbe) Fourragère zu tragen.

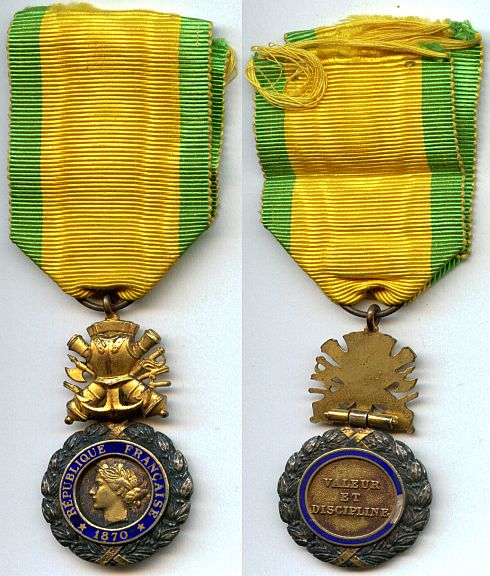
Militärmedaille
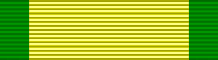
Bandschnalle zur Militärmedaille
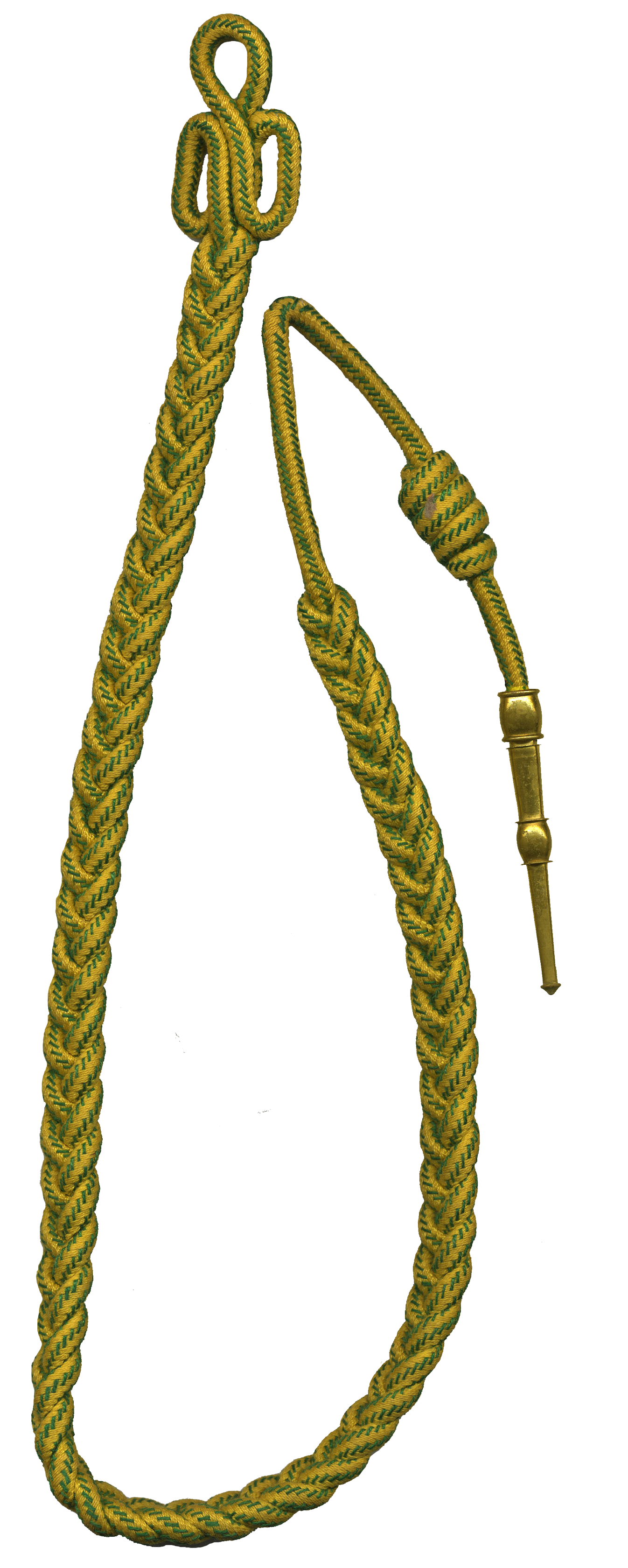
Fourragère der Militärmedaille

In besonderen Ausnahmefällen kann die Militärmedaille an Marschälle und befehlshabende Generäle vergeben werden.
Es handelt sich um eine vergoldete Silbermedaille, die an einer Trophäe hängt. Sie zeigt den symbolischen Frauenkopf der Republik mit der Umschrift RÉPUBLIQUE FRANÇAISE 1870 (Französische Republik 1870) auf blauem Grund, die von einem silbernen Lorbeerkranz umgeben ist. Rückseitig lautet die Inschrift VALEUR ET DISCIPLINE (Tapferkeit und Disziplin).
Getragen wird die Auszeichnung an einem gelben Band mit grünen Randstreifen auf der linken Brust.
Sie ist bis heute schätzungsweise 1,1 Millionen Mal verliehen worden.